# E-Side 2
E-Side 2 è il quarto EP (il secondo in lingua inglese) del duo musicale giapponese Yoasobi, pubblicato nel 2022.

## Tracce
1. The Blessing – 3:12
2. If I Could Draw Life – 3:22
3. Romance – 2:46
4. The Swallow (featuring Midories) – 3:37
5. Halzion – 3:18
6. Just a Little Step – 3:39
7. Haruka – 4:02
8. Love Letter – 3:30